# Liam O'Flynn
Liam O’Flynn (în irlandeză Liam Ó Floinn sau Liam Óg Ó Floinn; n. 15 aprilie 1945, Kill⁠(d), Leinster⁠(d), Irlanda – d. 14 martie 2018, Dublin, Irlanda), a fost un muzician irlandez, interpret la  uilleann pipes (cimpoi irlandez), care a reînviat cântecul tradițional irlandez.

## Biografie
Liam O’Flynn s-a născut la Kill, în comitatul Kildare, într-o familie de muzicieni. Tatăl său, Liam, cânta la fiddle (vioară populară), iar mama sa, Masie, la pian.
Liam O’Flynn a fost între cei care în anii ’60 au reînviat muzica tradițională irlandeză, recuperând culegeri vechi de folclor și recompunând cântece străvechi.
Trei cimpoieri i-au influențat evoluția muzicală și repertoriul: Leo Rowsome, Willie Clancy și Séamus Ennis.
În anii ’70 fondează grupul Planxty împreună cu Christy Moore, Dónald Lunny și Andy Irvine.
Între colaborările sale, sunt de reținut cele cu The Everly Brothers, Enya, Kate Bush, Nigel Kennedy, Rita Connolly și Mark Knopfler.
Lucrează de asemenea la coloana sonoră a unor filme (A River Runs Through It, 1976, Kidnapped). Cele mai notabile colaborări sunt cele realizate împreună cu compozitorul Shaun Davey, în special pentru suita pentru cimpoi și orchestră.
Colaborează și cu Séamus Heaney, laureat al Premiului Nobel pentru Literatură (1995), colaborare care va da naștere albumului The Poet and The Piper (2003).
A compus un mare număr de piese și a participat la realizarea a peste cincizeci de albume, continuând să producă solo sau împreună cu ansamblul său artistic, Piper’s Call Band.
În 2007 Televiziunea Națională Irlandeză (TG4) îi decernează titlul de Traditional Musician of the Year.
Liam O'Flynn a susținut concerte și în România.

## Discografie

### Solo
- Liam O'Flynn (1988);
- The Fine Art Of Piping (1991);
- Out To An Other Side (1993);
- The Given Note (1995);
- The Piper's Call (1999).

### Cu Christy Moore
- Prosperous (album).

### Cu Planxty
- Planxty (album) (1973);
- The Well Below the Valley (1973);
- Cold Blow and the Rainy Night (1974);
- After The Break (1979);
- The Woman I Loved So Well (1980);
- Words and Music (1983);
- Planxty (2004).

### Cu Shaun Davey
- The Brendan Voyage (1980);
- The Pilgrim (1983);
- Granuaile (1985);
- The Relief Of Derry Symphony (1990);
- May We Never Have To Say Goodbye (2006);
- Voices From The Merry Cemetery (2010).

### CuSéamus Heaney
- The Poet and The Piper (2003).